# Tringa
Tringa er en slægt af sneppefugle. Slægten omfatter 13 arter i verden. I Danmark er rødben, svaleklire og tinksmed ynglefugle, mens sortklire og hvidklire er almindelige trækgæster. Desuden er lille gulben og damklire sjældne gæster.

Slægt Tringa danske repræsentanter
- Svaleklire Tringa ochropus
- Tinksmed Tringa glareola
- Rødben Tringa totanus
- Sortklire Tringa erythropus
- Hvidklire Tringa nebularia
- Lille gulben Tringa flavipes
- Damklire Tringa stagnatilis